# Коли дел Тронто
Ко̀ли дел Тро̀нто (на италиански: Colli del Tronto, на местен диалект li Cuòllë, ли Куолъ) е малко градче и община в Централна Италия, провинция Асколи Пичено, регион Марке. Разположено е на 168 m надморска височина. Населението на общината е 3569 души (към 2011 г.).